# Lepidosaphes garambiensis
Lepidosaphes garambiensis är en insektsart som beskrevs av Takahashi 1933. Lepidosaphes garambiensis ingår i släktet Lepidosaphes och familjen pansarsköldlöss.
Artens utbredningsområde är Taiwan. Inga underarter finns listade i Catalogue of Life.